# Austrocactus hibernus
Austrocactus hibernus es una especie de planta suculenta perteneciente al género Austrocactus, dentro de la familia Cactaceae. Se distribuye por el sur de Argentina y el centro de Chile.

## Descripción

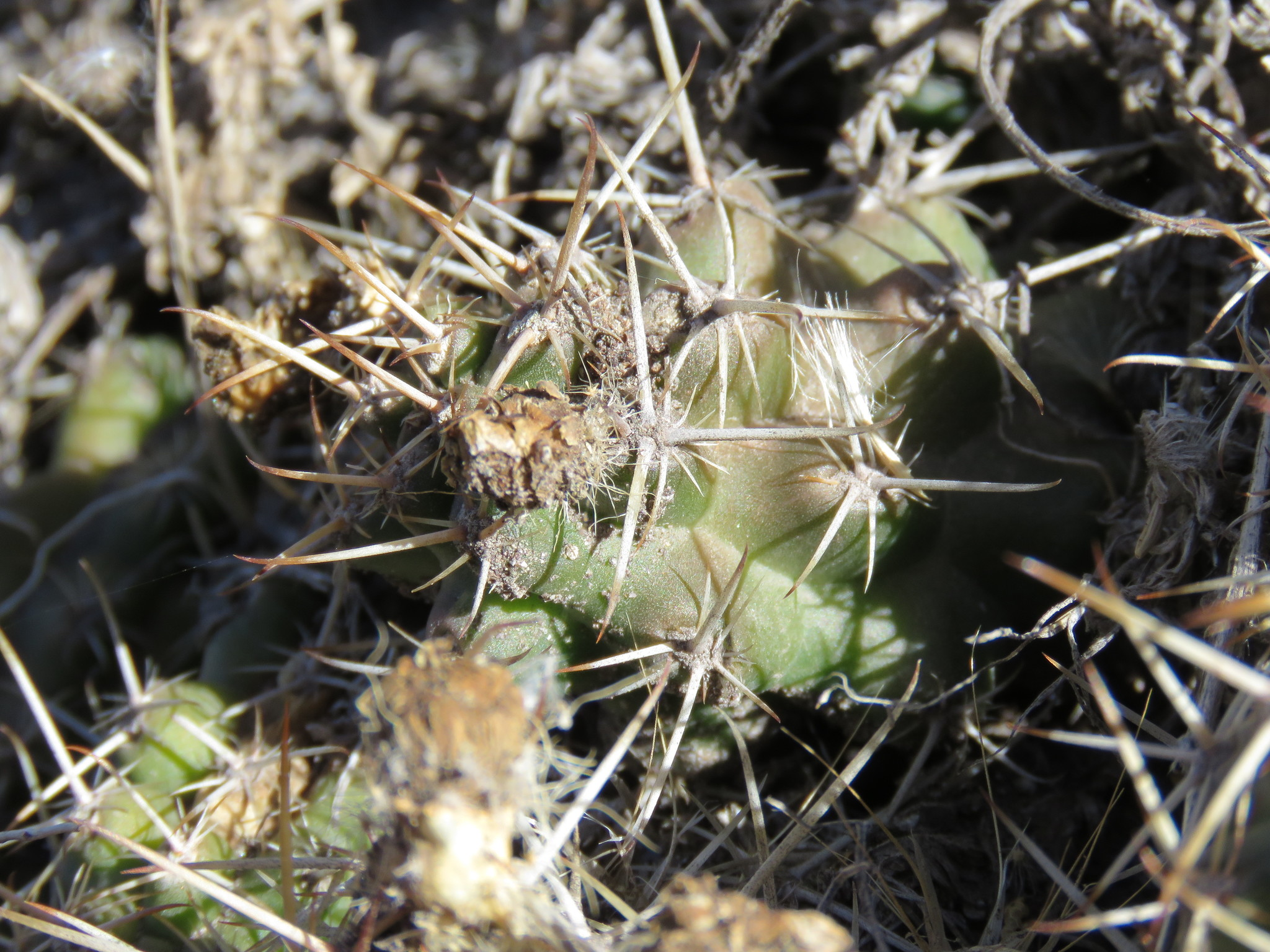
Detalle de las espinas

Austrocactus hibernus es una especie de cactus que suele crecer en forma columnar, aunque puede presentar variaciones en su crecimiento dependiendo de las condiciones ambientales. Generalmente, su altura puede alcanzar entre 30 a 70 cm.
El color de sus espinas varía desde el blanco hasta el amarillo o marrón. Las espinas radiales son numerosas y cortas, mientras que las espinas centrales son más largas y pueden ser más prominentes, dependiendo de la edad de la planta y las condiciones en las que se desarrolle.

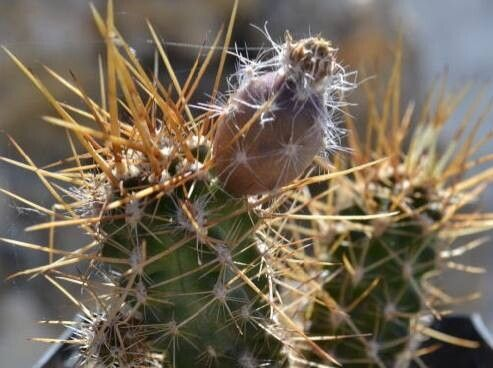
Detalle del fruto

Las flores suelen tener colores que van del amarillo al rojo, y aparecen en la parte superior de la planta, generalmente durante la primavera y el verano.

## Distribución y hábitat
El área de distribución nativa de esta especie es el sur de Argentina y el centro de Chile, y crece principalmente en el bioma subtropical. Esta planta es conocida por su adaptabilidad a climas áridos y su capacidad para sobrevivir en condiciones extremas.

## Taxonomía
Austrocactus hibernus fue descrita por el botánico alemán Friedrich Ritter y publicada por primera vez en la revista Sukkulentenkunde. Jahrbücher der Schweizerischen Kakteen-Gesellschaft 7-8: 34 en 1963.

Etimología
- Austrocactus: nombre genérico que proviene del latín australis (que significa 'del sur') y el sufijo cactus, haciendo referencia a que es un cactus que se localiza en el sur.[3]
- hibernus: epíteto específico que proviene del latín hibernus, que significa 'invernal' o 'relacionado con el invierno', haciendo referencia a las condiciones de crecimiento de la planta, la cual tolera muy bien el frio.[4]

### Subespecies
Actualmente se distinguen dos subespecies:
| Imagen | Subespecie                                                 | Descripción                                 | Distribución     |
| ------ | ---------------------------------------------------------- | ------------------------------------------- | ---------------- |
|        | Austrocactus hibernus subsp. hibernus                      | Tallos más delgados que la otra subespecie. | Centro de Chile  |
|        | Austrocactus hibernus subsp. robustior E.Sarnes & N.Sarnes | Tallos más robustos que la otra subespecie. | Sur de Argentina |

## Usos
Se cultiva principalmente como planta ornamental. Requiere un sustrato bien drenado y puede tolerar sequías, aunque es importante proporcionarle agua durante su período de crecimiento.